# Гільов-Логівська сільська рада
Гільов-Ло́гівська сільська рада (рос. Гилёв-Логовский сельский совет) — сільське поселення у складі Романовського району Алтайського краю Росії.
Адміністративний центр — село Гільов-Лог.

## Населення
Населення — 817 осіб (2019; 963 в 2010, 1223 у 2002).

## Склад
До складу сільської ради входять:
| Населений пункт  | Населення, осіб (2002) | Населення, осіб (2010) |
| ---------------- | ---------------------- | ---------------------- |
| Гільов-Лог, село | 1170                   | 934                    |
| Журавлі, селище  | 53                     | 29                     |